# 副王家の一族
『副王家の一族』（ふくおうけのいちぞく、原題：I Viceré）は、2007年のイタリア映画。原作はフェデリコ・デ・ロベルトの小説『副王たち』（イタリア語: I vicerè、原題同じ）。

## キャスト
- アレッサンドロ・プレツィオージ：コンサルヴォ
- ランド・ブッツァンカ：ジャコモ・ウゼダ公爵
- クリスティーナ・カポトンディ：テレーザ
- グイド・カプリーノ：ジョヴァンニーノ
- フランコ・ブランチャローリ：ライモンド
- ルチア・ボゼー：フェルディナンダ
- アスンプタ・セルナ：ラダリ公爵
- セバスティアーノ・ロ・モナコ：ガスパレ
- ジゼルダ・ヴォローディ：ルクレツィア
- パオロ・カラブレージ
- ビアッジョ・ペリグラ
- ジョヴァンナ・ボッツォーロ
- カティア・ピエトロベッリ
- アナ・マルチェッロ
- ペップ・クルス

## スタッフ
- 監督・原案：ロベルト・ファエンツァ
- エグゼクティブプロデューサー：ベリット・ヴェツェル、ジュリオ・チェスターリ
- 製作：エルダ・フェッリ、メルクス・シェファー
- ライン・プロデューサー：アレッサンドロ・カロッシ
- 脚本：フランチェスコ・ブルーニ、アンドレア・ポルポラーティ、フィリッポ・ジェンティーリ、ロベルト・ファエンツァ
- 撮影監督：マウリオ・カルヴェージ
- 美術：フランチェスコ・フリジェーリ
- 音楽：パオロ・ブオンヴィーノ
- 録音：ブルーノ・プッパロ
- 編集：マッシモ・フィオッキ
- 音響効果：マルツィア・コルド
- 衣装：ミレーナ・カノネロ
- メイク：ジーノ・タマニーニ
- ヘアメイク：マリア・テレーザ・コッリドーニ
- 助監督：フランコ・ナルデッラ
- 共同執筆：トゥッリア・ジャルディーナ、レナート・ミノーレ
- 時代考証：アントニーオ・ディ・グラード、サンドロ・ボネッラ
- インテリア・デザイン：ネロ・ジョルジェッティ
- ポストプロダクション・スーパーバイザー：ジュリア・マウラ
- 日本語字幕：吉岡芳子